# Daisy Edgar-Jones
Daisy Jessica Edgar-Jones (n. 24 mai 1998, Londra, Anglia, Regatul Unit) este o actriță britanică. A devenit cunoscută pentru interpretarea personajului Marianne în miniseria de televiziune Normal People⁠(d) (2020), pentru care a primit nominalizări la Premiile BAFTA pentru televiziune, Premiul Asociației Criticilor de Film și Televiziune și Premiul Globul de Aur pentru cea mai bună actriță într-o miniserie. A primit o a doua nominalizare la Globul de Aur pentru rolul din miniseria de televiziune Under the Banner of Heaven⁠(d) (2022).

## Biografie
Edgar-Jones s-a născut în Islington, un cartier al Londrei, în 1998, dintr-un tată scoțian, Philip Edgar-Jones, director de programare generalistă pentru Sky UK, și dintr-o mamă din Irlanda de Nord , Wendy, dar a crescut în Muswell Hill, o suburbie a orașului Haringey.
După ce a studiat la Open University, Daisy Edgar-Jones a jucat într-un episod special de Crăciun al serialului Outnumbered de la BBC. Între 2016 și 2020, a jucat rolul Olivia Marsden în drama de comedie Cold Feet. În 2018, a făcut parte din distribuția filmului independent Pond Life. În 2019 a luat parte la serialul Războiul lumilor, în timp ce în anul următor a fost protagonista din Normal People, o adaptare pentru televiziune a romanului lui Sally Rooney. Pentru rolul său a primit o nominalizare la Globul de Aur și Critics' Choice Television Award.
În 2020, a fost inclusă de British Vogue într-o listă cu cele mai influente femei ale anului.
În 2022, joacă rolul principal în adaptarea romanului Acolo unde cântă racii de Delia Owens. Este din nou nominalizată la Globul de Aur, la categoria actriță în rol secundar într-o producție de televiziune pentru rolul din Under the Banner of Heaven.
Primul rol pentru Edgar-Jones într-un blockbuster vine în 2024, în filmul Tornade.